# Свистунова, Яна Витальевна
Я́на Вита́льевна Свистуно́ва (род. 25 января 2006, Нижний Новгород) — российская футболистка, полузащитница клуба «Спартак» (Москва) и сборной России. Единственная девочка-футболистка, которая участвовала в церемонии закрытия перед финальным матчем чемпионата мира 2018.

## Клубная карьера
19 марта 2022 года провела первый матч за «Чертаново» в Суперлиге в возрасте 16 лет и 1 месяца против «Зенита», первый гол забила в матче с «Краснодаром» 14 мая. С сезона 2022 года стала постоянным игроком основы «Чертаново». Лауреат премии «Первая пятёрка» 2024 года. В январе 2025 года перешла в московский «Спартак».

## Карьера в сборной
В октябре 2021 года была участницей 1-го раунда отборочных игр к чемпионату Европы по футболу среди девушек до 17 лет 2022 года в составе сборной России (U17) (под руководством Валентина Гаввы), участвовала в трёх матчах — против сборных Англии, Польши и Бельгии, в матче против сборной Англии, окончившемся победой 2:0, забила оба мяча. 7 октября 2022 года дебютировала за главную женскую сборную России в товарищеском матче против сборной Белоруссии. За три года с 2021 по 2023 год играла в матчах за все три основные сборные России.